# Bükköskő
Bükköskő (ukránul: Потік) falu Ukrajnában, Kárpátalján, a Huszti járásban.

## Fekvése
Ökörmezőtől és Repenyétől északnyugatra fekvő település.

## Nevének eredete
A település előző Kirvavecpatak neve ruszin víznévi eredetű, (Кривáвчик потік). A pataknév a ruszin-ukrán кривий ’görbe’ melléknév helynévképzős változatából keletkezett, és a patak kanyargós folyására utal. Nevéről a patak utótag a 19. században lekopott, a népnyelvi használatban azonban tovább élt.
A hivatalos ukrán Потік alapja az ukrán потік ’patak’ főnév (СУМ. 7: 409–10).

## Története
Nevét 1789-ben Kravecz Potuk, Kroavecz Patak néven említették (Mth. 24). Későbbi névváltozatai: A 18. sz. végén Keravetz,  1828-ban Kirvavecz, 1892-ben Kirvavecz telep (hnt.), 1898-ban Kirvavecz, 1907-ben és 1918-ban Bükköskő, 1930-ban Kervavčat Potok (ComMarmUg. 66), 1944-ben Kirvavecpatak, Кирвавецпотокъ (hnt.), 1983-ban Потік, Поток. Bükköskő, előző nevén Kirvavecpatak, nevét 1904-ben a helységnévrendezéskor változtatták át Bükköskőre.
2020-ig közigazgatásilag Bukovechez tartozott.